# ロトアヘアポヒヴァ大和
ロトアヘア ポヒヴァ大和（ロトアヘア ポヒヴァやまと、Pohiva Yamato Lotoahea、1988年8月10日 - ）は、ジャパンラグビーリーグワンリコーブラックラムズ東京に所属するラグビー選手。旧名「ポヒヴァ・ロトアヘア」

## プロフィール
- トンガ出身[1]。
- ポジションはロック(LO)。
- 身長 192 cm、体重 111 kg
- ニックネームはポヒ。
- 7人制日本代表に選ばれたことがある[2]。
- 弟のアマナキ大洋もラグビー選手でチームメイト[3]。

## 略歴
2008年、正智深谷高校卒業後、埼玉工業大学に入る。なお正智深谷高校時代、第31回高校東西対抗試合に東軍として出場した。　
2012年、埼玉工業大学卒業後、リコーブラックラムズ(現・リコーブラックラムズ東京)に加入。
2013年、日本国籍を取得した。また同年8月31日に行われたジャパンラグビートップリーグ1stステージ第1節のコカ･コーラウエストレッドスパークス戦に先発出場で公式戦初出場を果たす。